# Alexei Kuleschow (Beachvolleyballspieler)
Alexei Kuleschow (russisch Алексей Кулешов, englische Transkription: Alexey Kuleshov, * 24. September 1987 in Aqtau) ist ein kasachischer Beachvolleyballspieler.

## Karriere
Kuleschow nahm 2007 mit Alexander Babitschew an der Junioren-Weltmeisterschaft in Modena teil und belegte den 37. Platz. 2008 spielte er in Adelaide sein erstes Open-Turnier der FIVB World Tour. Als bestes gemeinsames Ergebnis erreichten Kuleschow/Babitschew einen 25. Platz bei den Dubai Open. 2009 und 2010 spielten sie vier weitere Open-Turniere in Shanghai, Sanya und Prag.
2011 bildete Kuleschow ein neues Duo mit Dmitri Jakowlew. Während Jakowlew/Kuleschow auf der World Tour 2011 nicht über den 41. Platz hinauskamen, wurden sie bei der Asienmeisterschaft Fünfte. 2012 spielten sie auch ihre ersten Grand Slams und kamen dabei in Gstaad und Berlin auf den 33. Platz. Die Asienmeisterschaft 2012 beendeten sie auf dem neunten Rang. 2013 erzielten sie als bisher bestes Resultat einen 25. Platz in Corrientes. Bei der WM in Stare Jabłonki schieden sie sieglos nach der Vorrunde aus.